# Liste der Minister für Landesentwicklung von Sachsen
Die Liste der Minister für Landesentwicklung von Sachsen bietet einen Überblick über die Minister für Landesentwicklung des Freistaates Sachsen seit 1990.
| Name                                             | Amtsantritt                               | Kabinett                                  | Partei                                    |
| Minister für Umwelt und Landesentwicklung        | Minister für Umwelt und Landesentwicklung | Minister für Umwelt und Landesentwicklung | Minister für Umwelt und Landesentwicklung |
| ------------------------------------------------ | ----------------------------------------- | ----------------------------------------- | ----------------------------------------- |
| Karl Weise                                       | 8. November 1990                          | Biedenkopf I                              | CDU                                       |
| Arnold Vaatz                                     | 1. Januar 1992 6. Oktober 1994            | Biedenkopf I Biedenkopf II                | CDU                                       |
| Minister für Umwelt und Landwirtschaft           |                                           |                                           |                                           |
| Rolf Jähnichen                                   | 11. November 1998                         | Biedenkopf II                             | CDU                                       |
| Steffen Flath                                    | 26. Oktober 1999                          | Biedenkopf III                            | CDU                                       |
| Minister des Innern                              |                                           |                                           |                                           |
| Klaus Hardraht                                   | 2. Dezember 1999                          | Biedenkopf III                            | CDU                                       |
| Horst Rasch                                      | 2. Mai 2002                               | Milbradt I                                | CDU                                       |
| Thomas de Maizière                               | 11. November 2004                         | Milbradt II                               | CDU                                       |
| Albrecht Buttolo                                 | 22. November 2005 18. Juni 2008           | Milbradt II Tillich I                     | CDU                                       |
| Markus Ulbig                                     | 30. September 2009 13. November 2014      | Tillich II Tillich III                    | CDU                                       |
| Roland Wöller                                    | 18. Dezember 2017                         | Kretschmer I                              | CDU                                       |
| Minister für Regionalentwicklung                 |                                           |                                           |                                           |
| Thomas Schmidt                                   | 20. Dezember 2019                         | Kretschmer II                             | CDU                                       |
| Minister für Infrastruktur und Landesentwicklung |                                           |                                           |                                           |
| Regina Kraushaar                                 | 19. Dezember 2024                         | Kretschmer III                            | CDU                                       |